# La trampa explosiva
"La trampa explosiva" (títol original en anglès "Booby Trap") és el sisè episodi de la tercera temporada de la sèrie de televisió de ciència-ficció estatunidenca Star Trek: La nova generació, i el 54è de tota la sèrie, que es va emetre originalment el 30 d'octubre de 1989, en redifusió als Estats Units. Fou dirigit per Gabrielle Beaumont amb guió de Michael Bill Wagner. És el primer episodi d’un sèrie Star Trek dirigida per una dona.
Ambientada al segle XXIV, la sèrie segueix les aventures de la tripulació de la nau de la Flota Estel·lar de la Federació Enterprise-D sota el comandament del capità Jean-Luc Picard. En aquest episodi, l' "Enterprise" descobreix un creuer de batalla alienígena abandonat de segles d'antiguitat i queda atrapat per la mateixa trampa que va matar la seva tripulació.
L'actriu Susan Gibney protagonitza l'enginyera de naus espacials Leah Brahms.

## Argument
Mentre l’ Enterprise investiga el sector de l'espai carregat d'asteroides de la batalla final entre els menthars i els promellians, rep una trucada de socors d'un creuer de batalla promellià. Troben l'antic creuer de batalla a la deriva però intacte, i Picard, ansiós per veure el vaixell per ell mateix, s'uneix a l'equip visitant mentre es teletransporta. Troben una gravació del capità promellià que suggereix que el vaixell va quedar atrapat en una trampa menthar. Després que l'equip visitant torna a l' Enterprise, comença a patir una sèrie de pèrdues de potència que impedeixen l'ús dels seus motors, i són bombardejats per la radiació que amenaça amb drenar els seus escuts i matar la tripulació. Picard ordena a l'enginyer en cap Geordi La Forge que trobi una manera de restablir l'energia, mentre un segon equip busca més pistes a la nau promelliana. Descobreixen que els menthars havien utilitzat dispositius per absorbir l'energia d'una nau enemiga i redirigir-la com a radiació perillosa, i que l'Enterprise està atrapat a la mateixa trampa.
La Forge s'adona que necessita reconfigurar el motor de curvatura, i en rastreja el disseny fins als seus plànols de construcció, creats per la doctora Leah Brahms. La Forge entra a l'holocoberta de la nau per raonar a través de la reconfiguració del motor, on l'ordinador pren literalment una observació inactiva de Geordi i crea una representació hologràfica de la mateixa Brahms per ajudar-lo en el seu treball. Demana a l'ordinador que actualitzi l'holograma amb el perfil de personalitat del Dr. Brahms i, a poc a poc, té sentiments romàntics per ella. Finalment, la Dra. Brahms simulada suggereix una solució: permetre que l'ordinador prengui el control de la nau, permetent-li fer ajustos ràpids per compensar el parany. La Forge proposa una solució alternativa: reduir la potència de sortida de l' Enterprise i maniobrar-la fora del camp mitjançant un control manual. Picard i La Forge decideixen que els ordinadors no poden tenir en compte la intuïció humana i opten per l'enfocament manual. Picard agafa el timó ell mateix per dur a terme l'operació, desplaçant amb èxit l' Enterprise de la trampa. Un cop lliure i amb el poder restaurat, l' Enterprise destrueix l'embarcació promelliana per evitar que altres caiguin al parany, i La Forge s'acomiada de la simulada Brahms amb un petó abans d'apagar l'holocoberta.

## Repartiment i doblatge al català
La sèrie va ser doblada al català pels estudis Tramontana (primera part) i Soundtrack (segona part) i emesa a TV3 l’any 1991. Els dobladors de l'episodi foren:
| Personatge         | Actor/actriu    | Veu en català            |
| ------------------ | --------------- | ------------------------ |
| Jean-Luc Picard    | Patrick Stewart | Joan Crosas              |
| William Riker      | Jonathan Frakes | Antoni Forteza           |
| Data               | Brent Spinner   | Joaquim Sota             |
| Geordi La Forge    | LeVar Burton    | Aleix Estadella          |
| Worf               | Michael Dorn    | Enric Arquimbau          |
| Beverly Crusher    | Gates McFadden  | Aurora Garcia            |
| Deanna Troi        | Marina Sirtis   | Victòria Pagès           |
| Wesley Crusher     | Will Wheaton    | Roger Pera               |
| Guinan             | Whoopi Goldberg | Montserrat Garcia Sagués |
| Leah Brahms        | Susan Gibney    | Sílvia Villarrasa        |
| Galek Dar          | Albert Hall     | Manel Català             |
| Christy Henshaw    | Julie Warner    | Maria Moscardó           |
| Miles O'Brien      | Colm Meaney     | Joan Pera                |
| Veu de l’ordinador | Majel Barrett   | Rosalia Baños            |

## Llançaments
L'episodi es va publicar amb la caixa del DVD de la tercera temporada de Star Trek: La nova generació, llançat als Estats Units el 2 de juliol de 2002. Tenia 26 episodis de la temporada 3 en set discos, amb una pista d'àudio Dolby Digital 5.1. Va ser llançat en Blu-ray d'alta definició als Estats Units el 30 d'abril de 2013.
Al Japó, el seu llançament en LaserDisc va arribar el 5 de juliol de 1996, al conjunt de mitja temporada Log. 5: Third Season Part.1 per CIC Video. Aquest incloïa episodis fins a "Una qüestió de perspectiva" en discos òptics de doble cara de 12 polzades. El vídeo estava en format NTSC amb pistes d'àudio tant en anglès com en japonès

## Recepció
Keith DeCandido va donar a l'episodi una puntuació de 4 sobre 10 per a Tor.com, escrivint "Hi ha molt de bo en aquest episodi: l’afició arqueològica de Picard, la senzillesa tant del parany com de la solució definitiva, la noblesa del capità promellià, la nau sencera en una ampolla", però va trobar impossible de valorar en alt a causa de l'esgarrifança inherent a la premissa de LaForge enamorant-se d'una simulació per ordinador d'una persona real.
En una revisió d'aquest episodi el 2010, The A.V. Club va donar a l'episodi una nota "B" i va escriure: "El gran clímax es desplaça completament a les espatlles de Picard, quan agafa el timó per pilotar l'Enterprise fora del camp de runes. És la millor part de l'episodi, i un reconfortant... recordatori que a hores d'ara, durant el programa, fins i tot quan les coses amenacen de sortir del seu curs, sempre hi ha una mà ferma per tornar-nos al camí.
La llista d’Io9 de 2014 dels 100 millors episodis de Star Trek situa "La trampa explosiva" com el 90è millor episodi de totes les sèries fins aleshores, de més de 700 episodis.
El 2019, Comic Book Resources va classificar "La trampa explosiva" com el 14è millor episodi 'holocoberta' de la franquícia.
El 2019, Den of Geek va assenyalar aquest episodi per incloure elements romàntics amb Geordi.
El 2017, Popular Mechanics va dir que "La trampa explosiva" era un dels deu episodis més divertits de "Star Trek: La nova generació", i va assenyalar que té diversos conceptes argumentals únics, incloses trampes espacials antigues, enamorar-se d'un holograma i que la tecnologia potser no resol tots els problemes.
El 2020, ScreenRant va assenyalar aquest com un episodi aterridor de Star Trek, elaborant "... Acaba d'una manera espectacular i mossegant-se les ungles" i conclou que té un dels millors moments per al capità Picard (interpretat per Patrick Stewart).

## Vegen també
- "Bebè galàctic" – un episodi de la quarta temporada on l’autèntica Leah Brahms puja a bord de l’ Enterprise.